# Vîr, Ripkî
Vîr (în ucraineană Вир) este un sat în comuna Klubivka din raionul Ripkî, regiunea Cernihiv, Ucraina.

## Demografie
Componența lingvistică a localității Vîr
     Ucraineană (100%)
Conform recensământului din 2001, toată populația localității Vîr era vorbitoare de ucraineană (100%).